# Avril 1956

## Évènements
- Victoire de Habib Bourguiba aux élections législatives de Tunisie. Il devient le chef du gouvernement.

- 7 avril : l'Espagne rétrocède le Maroc espagnol au Maroc. Le sort de Tanger est réglé en octobre.
- 12 avril : 
  - En raison de la guerre d'Algérie où le contingent est engagé dès 1955, un décret prolonge la durée initiale du service militaire de six à neuf mois par le biais du maintien sous les drapeaux ou du rappel.
  - Solomon Bandaranaike accède au pouvoir à Sri Lanka avec un programme populaire destiné à mobiliser les masses rurales.
- 17 avril : 
  - Pierre Messmer devient haut commissaire de la République au Cameroun (fin le 29 janvier 1958[1]) dans un climat de révolte contre les autorités françaises (1956-1960).
  - Dissolution du Kominform, bureau de liaison et d’information entre les partis communistes d’Europe de l’Est fondé en 1947 en pleine guerre froide.
- 19 avril : mariage du prince Rainier III de Monaco avec Grace Kelly.
- 21 avril : ralliement au FLN de Ferhat Abbas et Ahmed Francis, dirigeants nationalistes modérés, et de Tewfik el-Madani, représentant des oulémas. Tous trois se rendent au Caire.
- 22 avril : un comité préparatoire de la Région autonome du Tibet est instauré à Lhassa pour établir les bases d’une constitution tibétaine. Le dalaï-lama est nommé président et le panchen-lama premier vice-président du pays[2].
- 23 avril : premier vol de l'avion de transport américain Douglas C-133 Cargomaster.
- 26 avril : voyage inaugural commercial du porte-conteneurs Ideal X, le premier ayant un succès commercial au monde[3].
- 27 avril : élections en Birmanie. Le Front national unifié birman qui regroupe les mouvements de gauche, obtient 30 % des voix et 47 des 250 sièges de l'Assemblée nationale.

## Naissances
- 2 avril : 
  - Bâaziz Hammache, sculpteur-peintre algérien
  - Marc Caro, dessinateur, réalisateur français.
  - Cathy Stewart, actrice pornographique française († 9 août 1994).
  - Beny Steinmetz, homme d'affaires israélien.
- 4 avril : 
  - William Joseph Burns, diplomate américain, 29e directeur de la Central Intelligence Agency depuis 2021.
  - Deborah Birx, diplomate américaine.
- 5 avril : El Risitas, acteur et comique espagnol († 28 avril 2021).
- 10 avril : Pascaline Bongo, femme politique gabonaise.
- 13 avril : François Schuiten, dessinateur belge de bande dessinée.
- 15 avril :
  - Gregory J. Harbaugh, astronaute américain.
  - Joyce Mujuru, femme politique, vice-présidente du Zimbabwe.
- 16 avril : 
  - David McDowell Brown, astronaute américain († 1er février 2003).
  - Catherine Colonna, diplomate française.
- 18 avril :
  - John James, acteur américain.
  - Eric Roberts, acteur américain.
  - Melody Thomas Scott, actrice américaine.
  - Francky Vincent, producteur de musique, acteur, éditeur, auteur-compositeur-interprète et peintre français.
- 21 avril :
  - Doug Soetaert, joueur de hockey sur glace canadien.
  - Patrick Varin, matador français.
- 24 avril : Abdulnabi Ghayem, écrivain iranien.
- 25 avril : Dominique Blanc, actrice française.
- 28 avril : Paul Lockhart, astronaute américain.
- 30 avril :
  - Jorge Chaminé, baryton portugais, président-fondateur du Centre européen de musique.
  - Lars von Trier, réalisateur danois.

## Décès
- 13 avril : Emil Nolde, peintre allemand expressionniste.
- 16 avril : Jean-Joconde Stévenin, prêtre et autonomiste valdôtain.